# A—暑假
《A―暑假》是1990年5月21日推出的夏之管(TUBE)的第11張單曲。

## 收錄曲目
1. A―暑假(あ―夏休み)

作詞  前田亘輝  : 作曲  春畑道哉
1. AQUARIAN GIRL